# سندرم میاستنی لامبرت–ایتون
سندرم میاستنی لامبرت–ایتون (انگلیسی: Lambert–Eaton myasthenic syndrome) یا به اختصار «LEMS» یک اختلال خودایمنی نادر است که مشخصه‌اش ضعف ماهیچه‌های دست‌ها و پاهاست. این بیماری همچنین با نام‌های «سندرم میاستنی»، «سندرم ایتون–لامبرت» و در صورت مرتبط بودن با سرطان، «میوپاتی کارسینوماتوز» شناخته می‌شود.
حدود ۶۰ درصد از مبتلایان به این بیماری دارای یک بدخیمی زمینه‌ای هستند که معمولاً سرطان ریه سلول کوچک است؛ بنابراین به عنوان یک سندرم پارانئوپلاستیک (بیماری‌ای که در نتیجه سرطان در سایر نقاط بدن ایجاد می‌شود) در نظر گرفته می‌شود. این وضعیت در نتیجهٔ تولید پادتن علیه کانال‌های کلسیمی پیش‌سیناپسی وابسته به ولتاژ و احتمالاً دیگر پروتئین‌های پایانه‌های عصبی، در محلِ تماس عصبی-ماهیچه‌ای (محل اتصال عصب محیطی به ماهیچه) رخ می‌دهد. تشخیص سندرم میاستنیک لامبرت–ایتون معمولاً با الکترومیوگرافی و چند آزمایش خون تأیید می‌شود. اینها آزمایش‌ها همچنین این اختلال را از میاستنی گراویس که یک بیماری عصبی–عضلانی خودایمنی با علائمی مشابه است، متمایز می‌کنند.
اگر بیماری با سرطان همراه باشد، درمان مستقیم سرطان اغلب علائم ایتون–لامبرت را تسکین می‌دهد. درمان‌های دیگری که اغلب استفاده می‌شوند عبارتند از: تجویز کورتون آزاتیوپرین (که سیستم ایمنی را سرکوب می‌کند)، ایمونوگلوبولین داخل‌وریدی (که با آنتی‌بادی خودواکنشی برای اتصال به گیرنده‌های Fc رقابت می‌کند)، پیریدوستیگمین و ۳و۴-دی آمینو پیریدین (که انتقال عصبی–عضلانی را افزایش می‌دهند). گاهی تعویض پلاسما برای حذف آنتی‌بادی‌های بیماری‌زا ضرورت می‌یابد.
شیوع سندرم میاستنی لامبرت–ایتون حدود ۳٫۴ در هر میلیون نفر است و معمولاً در افراد بالای ۴۰ سال رخ می‌دهد، اما ممکن است در هر سنی بروز کند.

## علائم و نشانه‌ها
ضعف ناشی از ایتون–لامبرت معمولاً ماهیچه‌های دست‌ها و پاها (عضلات نزدیک‌تر به تنه) را درگیر می‌کند. برخلاف میاستنی گراویس، ضعف بیشتر بر روی پاها تأثیر می‌گذارد تا بازوها. این موضوع منجر به اشکال در بالا رفتن از پله‌ها و بلند شدن از حالت نشسته می‌شود. ضعف اغلب به‌طور موقت پس از فعالیت بدنی یا ورزش برطرف می‌شود. دمای زیاد می‌تواند علائم را بدتر کند. گاهی ضعف عضلات پیازی (ماهیچه‌های دهان و گلو) مشاهده می‌شود. ضعف ماهیچه‌های بیرونی چشم غیر معمول است. برخی بیماران ممکن است دوبینی، افتادگی پلک و اشکال در بلع داشته باشند، اما به‌طور معمول همواره همراه با ضعف پاهاست. این نشانه نیز ایتون–لامبرت را از میاستنی گراویس متمایز می‌کند، که در آن علائم چشمی بسیار شایع‌تر است. در مراحل پیشرفته بیماری، ضعف عضلات تنفسی نیز محتمل است. برخی نیز ممکن است دچار مشکلات هماهنگی حرکتی (آتاکسی) شوند.
سه چهارم افراد مبتلا به ایتون–لامبرت دچار اختلال در عملکرد دستگاه عصبی خودمختار می‌شوند که ممکن است به صورت خشکی دهان، یبوست، تاری دید، اختلال در تعریق و افت فشار خون ارتواستاتیک (کاهش فشار خون در حالت ایستاده، که به‌طور بالقوه منجر به غش کردن می‌شود) خود را نشان دهد. برخی بیماران از طعم فلزی در دهان شکایت دارند.
در معاینه عصبی، ضعف نشان داده شده با آزمایش‌های ارزیابی قدرت عضله اغلب کمتر از آن چیزی است که بر اساس علائم بیمار انتظار می‌رود. قدرت عضلانی با آزمایش‌های مکرر بهبود می‌یابد، به عنوان مثال بهبود قدرت عضلانی با انجام مکرر آزمایش چنگش دست (پدیده ای که به عنوان «علامت لامبرت» شناخته می‌شود). در حالت استراحت، واکنش‌های غیرارادی بیمار به‌طور معمول کاهش می‌یابد. با استفاده مکرر از عضلات، شدت واکنش‌های غیرارادی افزایش می‌یابد. این یافته یک ویژگی مشخصه ایتون–لامبرت است. واکنش نوری مردمک ممکن است کند شود.
در ایتون–لامبرت مرتبط با سرطان ریه، بیشتر بیماران هیچ علامتی از خودِ سرطان مانند سرفه، خلط خونی و کاهش وزن ناخواسته در آن هنگام ندارند، ایتون–لامبرت مرتبط با سرطان ریه ممکن است شدیدتر از نوعِ معمولی آن باشد.

## دلایل بروز
ایتون–لامبرت اغلب با سرطان ریه (۵۰–۷۰٪)، به ویژه کارسینومای سلول کوچک مرتبط است، که آن را به یک سندرم پارانئوپلاستیک تبدیل می‌کند. از افراد مبتلا به سرطان ریه سلول کوچک، ۱ تا ۳ درصد مبتلا به ایتون–لامبرت هستند. در بیشتر این موارد، ایتون–لامبرت نخستین علامت سرطان ریه است و بیمار غیر از این علامت دیگری ندارد.
ایتون–لامبرت همچنین ممکن است با بیماری‌های غدد درون‌ریز، مانند کم‌کاری تیروئید یا دیابت نوع ۱ مرتبط باشد. میاستنی گراویس نیز ممکن است در اثر برخی تومورها (تیموما، تومور تیموس در قفسهٔ سینه) رخ دهد. افراد مبتلا به میاستنی گراویس بدون تومور و افراد مبتلا به ایتون–لامبرت بدون تومور دارای تغییرات ژنتیکی مشابهی هستند که به نظر می‌رسد آنها را مستعد ابتلا به این بیماری‌ها می‌کند. احتمالاً افرادی که آنتی‌ژن لوکوسیت انسانی DR3-B8 دارند مستعد ابتلا به ایتون–لامبرت باشند.

عکس قفسهٔ سینه که تومور ریهٔ چپ را نشان می‌دهد (در سمت راست تصویر دیده می‌شود)

## تشخیص
تشخیص سندرم میاستنی لامبرت–ایتون معمولاً با الکترومیوگرافی، بررسی سرعت هدایت عصبی و چند آزمایش خون همچون سنجش کراتین کیناز، آزمون‌های عملکرد تیروئید، پادتن‌های ضد کانال‌های کلسیمی جهت ردِ سایر دلایل بیماری انجام می‌شود. زمانی که وجودِ سندرم میاستنی لامبرت–ایتون تأیید شد، انجام سی‌تی اسکن قفسهٔ سینه ضروری سال تا اطمینان حاصل شوند که بیمار سرطان ریه ندارد. حدود ۵۰ تا ۶۰ درصد از تومورهای ریه بلافاصله پس از تشخیص ایتون–لامبرت کشف می‌شوند. بقیه موارد هم بعداً تشخیص داده می‌شود، اما معمولاً در عرض دو سال پس از تشخیص ایتون–لامبرت و به‌خصوص ظرفِ چهار سال. در نتیجه، سی‌تی اسکن معمولاً هر شش ماه به مدت دو سال پیاپی پس از تشخیص ایتون–لامبرت تکرار می‌شوند. در حالی که سی‌تی اسکن ریه‌ها معمولاً برای غربالگری و تشخیص به‌موقع سرطان ریه کافی است، اما اسکن توموگرافی گسیل پوزیترون نیز گاهی ممکن است برای جستجوی تومورهای بسیار کوچک و پنهان، به ویژه در ریه‌ها انجام شود.

## درمان

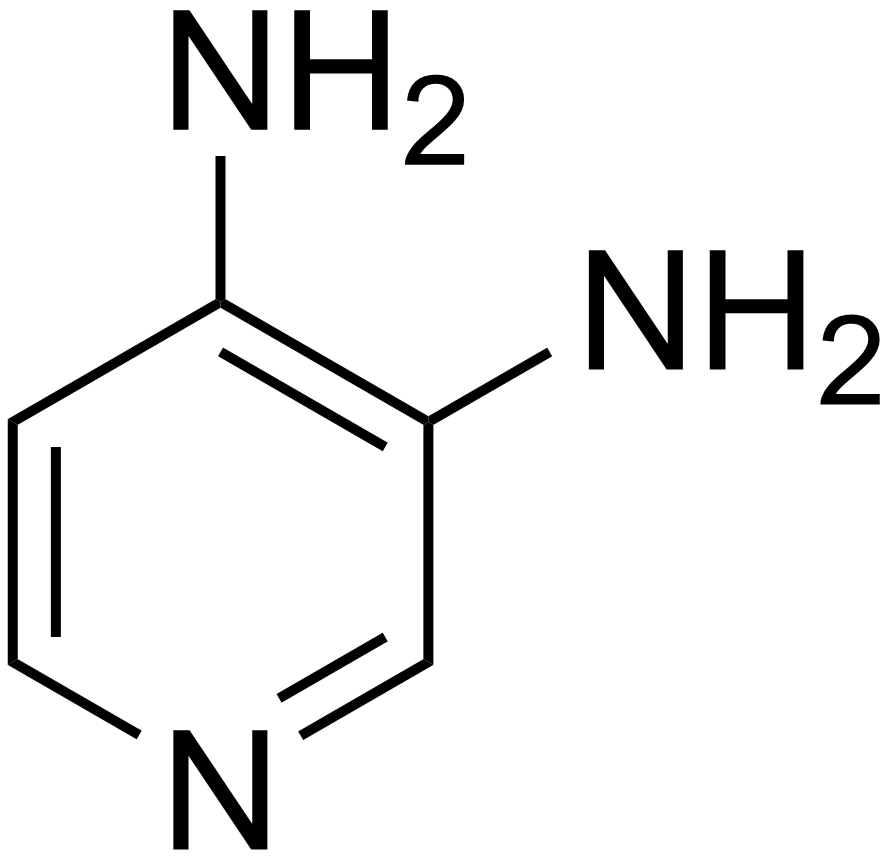
ساختار مولکولی ۳و۴-دی آمینو پیریدین

اگر سندرم میاستنی لامبرت–ایتون ناشی از یک سرطان زمینه‌ای باشد، درمان سرطان معمولاً منجر به رفع علائم می‌شود. درمان معمولاً شامل شیمی‌درمانی و پرتودرمانی در افرادی است که بیماری محدودی دارند.

### سرکوب دستگاه ایمنی
شواهدی وجود دارد که تجویز ایمونوگلوبولین وریدی در درمان بیماری تا حدی مؤثر است. سرکوب سیستم ایمنی نسبت به سایر بیماری‌های خودایمنی کمتر اثربخش است. پردنیزولون پاسخ ایمنی را سرکوب می‌کند و آزاتیوپرین ممکن است پس از دستیابی به اثر درمانی جایگزین آن شود. پلاسمافرز، (فرایند حذف پروتئین‌های پلاسما مانند آنتی‌بادی‌ها و جایگزینی آنها با پلاسمای طبیعی)، ممکن است ضعف شدید و حاد بیماری را بهبود بخشد. انجام پلاسمافرز در این بیماری نسبت به سایر بیماریهای مشابه مانند میاستنی گراویس اثربخشی کمتری دارد و بیشتر بیماران به داروهای سرکوب کننده ایمنی اضافی نیاز دارند.

### موارد دیگر
سه روش درمانی دیگر نیز با هدف بهبود علائم سندرم میاستنی لامبرت–ایتون، تجویز پیریدوستیگمین، ۳و۴-دی آمینو پیریدین (آمیفامپریدین) و گوانیدین هستند که موجب بهبود انتقال عصبی عضلانی می‌شوند.
شواهد اولیه تجویز ۳و۴-دی آمینو پیریدین را دستکم برای چند هفته پشتیبانی می‌کند. این دارو رپلاریزاسیون پایانه‌های عصبی را پس از تخلیه به تأخیر می‌اندازند، در نتیجه اجازه می‌دهند کلسیم بیشتری در پایانه عصبی انباشته شود. سازمان غذا و داروی آمریکا ۳و۴-دی آمینو پیریدین را برای استفاده در کودکان ۶ سال و بالاتر مبتلا به ایتون–لامبرت علاوه بر تأیید قبلی برای استفاده در بزرگسالان مبتلا به این بیماری در ۲۸ نوامبر ۲۰۱۸ تأیید کرد.
پیریدوستیگمین تجزیه استیل‌کولین را پس از آزاد شدن در پایانهٔ سیناپسی کاهش می‌دهد و در نتیجه انقباض عضلانی را بهبود می‌بخشد. یک داروی قدیمی تر، گوانیدین، عوارض جانبی زیادی دارد و مصرفش توصیه نمی‌شود. ۴-آمینوپیریدین (دالفامپریدین) هم که دارویی مشابه ۳و۴-دی آمینو پیریدین است، عوارض جانبی بیشتری نسبت به آن دارد و توصیه نمی‌شود.